# سيلفيا صفدي
سيلفيا صفدي (مواليد 1942) فنانة كندية تجمع وتستخدم المواد الطبيعية الموجودة في مجموعة متنوعة من الوسائط مثل التلوين والنحت والرسم والتركيب والتصوير والفيديو لاستكشاف موضوعات مختلفة في عملها، واستدعاء ذكريات الطفولة المبكرة، التراث اليهودي ، وتجربتها في الانتقال من إسرائيل إلى كندا. تعمل وتعيش في مونتريال، كيبيك.

## النشأة والتعليم
ولدت سيلفيا صفدي في عاليه، لبنان، في 17 آب / أغسطس 1942، لوالديها ليون وراشيل صفدي. في عائلة يهودية،وهي الأصغر بين ثلاثة أشقاء. شقيقها الأكبر ، موشيه صفدي (مواليد 1938) مهندس معماري، وشقيقها الآخر ، غبريال صفدي (مواليد 1940) شاعر ومعلم الأدب. أمضت سنوات طفولتها المبكرة في جبل الكرمل بإسرائيل، ولكن في سن الحادية عشرة انتقلت عائلتها من حيفا، إسرائيل إلى مونتريال، كيبيك تزوجت في عام 1953. ولديها طفلان وعملت مساعد طبيب أسنان وسافرت. في سن ال 26 بينما كانت تتعافى من عملية جراحية لجأت إلى الرسم. حصلت صفدي على درجة البكالوريوس في الفنون الجميلة من جامعة كونكورديا في مونتريال، كيبيك عام 1975. تقيم حاليًا وتعمل في منزلها الذي تبلغ مساحته ستة عشر ألف قدم مربع في مونتريال، كيبيك، والذي شاركته مع جون هيوارد، الذي كان فنانًا نشطًا وشريك حياتها حتى وفاته في عام 2018. 

## احتراف الفن
ذكريات الطفولة المبكرة للفنانة، وتراثها اليهودي الشرق أوسطي، وخبراتها في إسرائيل، متبوعًا بالانتقال إلى بلد جديد، هي مصادر رئيسية للإلهام وتفيد في مسيرتها الفنية التي امتدت لخمسة عقود. بنت القلاع الرملية على الشواطئ القريبة من حيفا عندما كانت طفلة، حيث أدركت مع مرور الوقت ضعفها أمام الأمواج، وزادت من افتتانها بالزمن. بدأت حينها في جمع الصخور والأشياء الزائلة الطبيعية، والتي صنفتها بعد ذلك حسب الحجم والشكل واللون والمادة والأصل.  نفذت ممارسات الطفولة هذه ونبضاتها في حياتها المهنية كفنانة محترفة وساعدت في التغلب على مشاعر التشرد بعد مغادرة إسرائيل.
سافرت بعد حصولها على درجتها العلمية، على نطاق واسع إلى أماكن غنية بجذورها الإسرائيلية، مثل حيفا ويافا والقدس، وإلى مناطق مثل المغرب والمكسيك والهند . تجمع خلال أسفارها فعليًا أو توثق أشياء أو مواد أو مشاهد طبيعية محددة، وفي النهاية تلتقط الآثار الأثرية الدقيقة للمكان عبر الزمن. جمعت على مدار استكشافاتها ، أكثر من 500 عينة من الأرض، والتي استخدمتها في لوحاتها ورسوماتها. يُنظر إلى رحلاتها على أنها استكشاف مستمر للروحانية وتاريخها اليهودي، جنبًا إلى جنب مع شغفها بالطبيعة، كشكل من أشكال التأقلم مع الأرض والماضي.
استخدمت صفدي أشياءً طبيعية حسب التسلسل الزمني وجدت في تركيباتها النحتية في بداية مسيرتها المهنية في السبعينيات، بدأت في أوائل الثمانينيات الرسم بالزيت والمواد الأرضية. يعد الخدش ووضع الطبقات من بين العديد من التقنيات الفيزيائية التي تميز عملية الرسم. في وقت لاحق من حياتها المهنية، انجذبت إلى التصوير الفوتوغرافي لالتقاط الحقائق المتأصلة التي تدور حول موضوعاتها. بدأت في عام 2001 بتجربة أعمال الفيديو التي تتضمن أو تستبعد الصوت، والتي أظهرت أفكارها بطريقة سلسة وغير ثابتة.

## الموضوعات والأسلوب والتقنيات
تتحدث لغة سيلفيا صفدي المرئية عن تقاطع الزمان والمكان والذاكرة، مع موضوعات أعمق للتحول والزمنية. إن تمثيلها للعلاقة بين الشكل البشري، وخاصة الشكل الأنثوي، والعالم الطبيعي هو مجرد حدود مجردة، ولكنه يتكون من تمثيل رمزي. تستخدم سيلفيا الرمل والأرض والحجر والخشب والمواد الطبيعية الأخرى، سواء لم تمسها أو تستخدمها كوسيط. توضح عمليتها موضوعها في حالة تحول ناشئة أو تختفي أو "غائبة حاليًا". لا يركز تصويرها للبشر المفقودين أو المشردين على الفراغ، ولكن على كيفية استمرار وجودهم من خلال الآثار في العالم الطبيعي.
طورت منحوتاتها في سلاسل متعددة وغالبًا ما تحمل كلمات عبرية بسيطة مثل Zakhor (ذاكرة) و Keren (شعاع ضوئي) و Lahav (شعلة أبدية). تستغرق العديد من أعمالها عدة سنوات لتتوج بعمل نهائي أو مجموعة أو سلسلة.
تشرح قائلة: "لقد كنت مهتمة بكيفية تشكلنا بالطبيعة وكيف يكون الجسد جزءًا منها".

## أعمال
- سلسلة علامات الأرض (1997-).[10] سلسلة الطلاء والرسم المستمرة هذه من أصباغ الأرض الطبيعية الممزوجة بالزيت على مايلر. يشبه الموضوع المجرد شكلًا بشريًا يعاود الظهور أو يختفي بهالة عابرة.
- كيرين رقم 4 (1999).[4] نحت على شكل برميل نحاسي يحتوي على كتاب مفتوح بصفحات فارغة. عندما يدور المشاهد حول البرميل، يبدأ وهم الصفحات في الكتاب في الانقلاب، ملتهبًا بالضوء.
- النوارس (2002).[5] عمل فيديو مبكر يصور طائر نورس يحوم في الطيران يشغل بشكل مستمر على حلقة، مما يؤدي إلى انحراف وإيقاف تصور المشاهد. الفيديو غير مصحوب بالصوت وتبطأ سرعة الفيديو.
- غلاديس: حياة (2005).[5] عمل فيديو بطيء يوثق غلاديس بارنز ، البالغة من العمر 95 عامًا، وهي من سكان تراوت ريفر نيوفاوندلاند، في حالة من النوم / الاستيقاظ. يصور حركات وجه جلادي البطيئة مثل تطور الابتسامة أو إغلاق العينين.
- الحاضر الغائب (2010).[4] يضم العمل ثلاثة أعمال فيديو ذات صلة: Pond / Auschwitz (2011) ، Reflection / Auschwitz (2011) و Web / Auschwitz (2011) ، و Lehav (1993)، وهو نحت. كانت أعمال الفيديو عبارة عن توثيق صفدي لأوشفيتز أثناء رحلاتها. تصور هطول الأمطار على المناطق التي غمرتها الفيضانات في المخيم، باستخدام الماء كرمز للتأمل الشخصي.
- وأنا أمشي (2021).[12] تركيب منسق بدقة للمواد الأرضية التي عثر عليها والتي جمعتها الفنانة على مدى فترة زمنية طويلة. توحي بعض الأشياء بشكل غامض بأطراف بشرية مثل القدمين والوجوه، وكلها لها آثار وندوب للحركة والوقت.

## المعارض
تشمل عروضها الفردية: معرض الروح، جبل. (1975)؛ متحف المركبة الفنية الحية، Md.(1980) ؛ غاليري/ غاليري دون ستيوارت، مونتريال، تورنتو (1981 و 1982 و 1983)؛ غاليري إيفلين إيميس (1984، 1986، 1988، 1990، 1992)؛ جاليري جيه يهودا مئير، جبل. (1987، 1994، 2015)؛ إيه جي هاميلتون (1987)؛ مركز صيدية برونفمان، ماريلاند (1987)؛ غاليري مونتكالم، هال، كيو. (1988)؛ 460 شارع. كاثرين سانت دبليو ، جناح 728، جبل. (1994)؛جوستينا م بارنيكGal.، Tor. (1994)؛ ديان فارس غال. فان. (1996)؛ الفن المعاصر بول بترو ، تور. (1998، 2000)؛ غاليري بول كون، كالجاري (2002-2003، 2007)؛ معرض ماكنزي للفنون، ريجينا (2011)؛ و اخرين. في عام 2021، أقامت معرضًا بعنوان بينما أسير في دارلنغ فاوندري في مونتريال بعنوان "تركيب متقن" من قبل مجلة الفنون الكندية حياة الفنون و "مؤرقة" بواسطة منتدى الفن.
ضمن عملها في العديد من المعارض الجماعية منذ عام 1978. وكان من بينها البينالي الأول لفناني كيبيك،مركز صيدية برونفمان لمعرض الفنون، مونتريال (1978)؛ الوجه والوجه، معرض بيت الطاقة ، مونتريال (1984)؛ القيم المخفية، مجموعة McMichael الكندية لتشكيلة الفن،كلاينبورغ، أونتاريو (1994)؛ 25 فنانًا، 25 عامًا: الاحتفال بكلية الفنون الجميلة، Galerie d'art Leonard & Bina Ellen، جامعة كونكورديا، مونتريال (2001)؛ بينالي جوانلان الدولي الثاني للطباعة 2009، متحف جوانلان، شنتشن، الصين؛ وهذه المياه لها قصص ترويها، معرض جلين فيفيان للفنون، سوانزي، ويلز (2018).

## المجموعات
عملها موجود في مجموعة المتحف الوطني للفنون الجميلة في كيبيك ،في متحف مونتريال للفنون الجميلة ، وأماكن أخرى في كندا، وكذلك في صالات العرض في الولايات المتحدة والبرازيل وسويسرا والدنمارك.

## الجوائز / التكريمات
- بينالي كيبيك الأول لفناني كيبيك، مركز صيدية برونفمان لمعرض الفنون، مونتريال (1977)
- المجلس الكندي، منحة مشروع حكومة كيبيك، وزارة الشؤون الثقافية، مساعدة "سهولة الوصول" (1980/1987)
- حكومة كيبيك، وزارة الشؤون الثقافية، منحة معهد توماس مور "أ"، مونتريال- الجائزة الأولى (1991/1993)
- المجلس الكندي للمنحة "B" (1993)